# Сёлкинская Речка
Сёлкинская Речка (Се́лкинская Речка, Се́лка) — река на западе Струго-Красненского района Псковской области России. Левый приток верхнего течения реки Псковы. Относится к бассейну Великой. Длина — около 4 км.
Исток находится около урочища Высоково в Марьинской волости, на высоте примерно 180 м над уровнем моря. В среднем течении на высоте 154 м над уровнем моря протекает через озеро Луковское и далее слева принимает протоку из озера Селкино. В нижнем течении слева вливается ручей из озера Окунёво. Впадает в Пскову на высоте ниже 152 м над уровнем моря, южнее урочища Виск. Устье у реки Псковы и далее по левому берегу притока является границей Марьинской волости, по правому берегу находится Новосельская волость.
В историческом источнике от 1786 года значится как речка Селка.